# Clasificación para la Copa Africana de Naciones de 2012
La Clasificación para la Copa Africana de Naciones de 2012, comenzó el 1 de julio de 2010 y finalizará el 9 de octubre de 2011. Mediante este proceso, se conocerá a quienes clasificarán a edición de 2012 del máximo torneo entre selecciones de África. Gabón y Guinea Ecuatorial clasificaron automáticamente al ser locales. Inicialmente, se pensó en que los clasificados a la siguiente edición, la de 2013 sean los mismos que en esta ya que no habría tiempo para hacer un nuevo proceso clasificatorio. Finalmente, se desertó esta idea.
45 países participarán de la Confederación Africana de fútbol a excepción de Eritrea, Lesoto, Santo Tomé y Príncipe, Seychelles, Somalia y Yibuti. Togo participara en la clasificación, ya que inicialmente no se tomó en cuenta tras la suspensión de su Asociación por haberse retirado de la Copa Africana de Naciones de 2010, luego del atentado que sufrieron en el que hubo tres fallecidos.
Todos los seleccionados han sido ubicados en 11 grupos, enfrentándose sus integrantes todos contra todos en formato de liguilla. Clasifican a la fase final los primeros de cada grupo, también el segundo del Grupo K por contar con 5 equipos y los dos mejores segundos del resto de grupos.

## Resultados
Con los 45 equipos participantes se formaron 11 grupos (10 grupos de cuatro equipos y uno de cinco), los cuales se enfrentarán en todos contra todos. Los onces ganadores, el segundo del grupo K y los dos mejores segundos avanzaron a la Copa Africana de Naciones de 2012.
|  | Clasificado directamente |

### Grupo A
| Equipo     | Pts | PJ | PG | PE | PP | GF | GC | Dif. |
| ---------- | --- | -- | -- | -- | -- | -- | -- | ---- |
| Malí       | 10  | 6  | 3  | 1  | 2  | 9  | 6  | 3    |
| Cabo Verde | 10  | 6  | 3  | 1  | 2  | 7  | 7  | 0    |
| Zimbabue   | 8   | 6  | 2  | 2  | 2  | 7  | 5  | 2    |
| Liberia    | 5   | 6  | 1  | 2  | 3  | 7  | 12 | -5   |

| Fecha                   | Lugar                |            |  | Resultado |  |            |
| ----------------------- | -------------------- | ---------- |  | --------- |  | ---------- |
| 4 de septiembre de 2010 | Praia, Cabo Verde    | Cabo Verde |  | 1:0 (1:0) |  | Malí       |
| 5 de septiembre de 2010 | Paynesville, Liberia | Liberia    |  | 1:1 (0:1) |  | Zimbabue   |
| 9 de octubre de 2010    | Bamako, Malí         | Malí       |  | 2:1 (1:1) |  | Liberia    |
| 10 de octubre de 2010   | Harare, Zimbabue     | Zimbabue   |  | 0:0       |  | Cabo Verde |
| 26 de marzo de 2011     | Praia, Cabo Verde    | Cabo Verde |  | 4:2 (3:1) |  | Liberia    |
| 26 de marzo de 2011     | Bamako, Malí         | Malí       |  | 1:0 (1:0) |  | Zimbabue   |
| 5 de junio de 2011      | Harare, Zimbabue     | Zimbabue   |  | 2:1 (1:0) |  | Malí       |
| 5 de junio de 2011      | Paynesville, Liberia | Liberia    |  | 1:0 (1:0) |  | Cabo Verde |
| 3 de septiembre de 2011 | Bamako, Malí         | Malí       |  | 3:0 (2:0) |  | Cabo Verde |
| 4 de septiembre de 2011 | Harare, Zimbabue     | Zimbabue   |  | 3:0 (2:0) |  | Liberia    |
| 8 de octubre de 2011    | Paynesville, Liberia | Liberia    |  | 2:2 (1:1) |  | Malí       |
| 8 de octubre de 2011    | Praia, Cabo Verde    | Cabo Verde |  | 2:1 (2:0) |  | Zimbabue   |

### Grupo B
| Equipo     | Pts | PJ | PG | PE | PP | GF | GC | Dif. |
| ---------- | --- | -- | -- | -- | -- | -- | -- | ---- |
| Guinea     | 14  | 6  | 4  | 2  | 0  | 13 | 5  | 8    |
| Nigeria    | 11  | 6  | 3  | 2  | 1  | 12 | 5  | 7    |
| Etiopía    | 7   | 6  | 2  | 1  | 3  | 8  | 13 | -5   |
| Madagascar | 1   | 6  | 0  | 1  | 5  | 4  | 14 | -10  |

| Fecha                   | Lugar                    |            |  | Resultado |  |            |
| ----------------------- | ------------------------ | ---------- |  | --------- |  | ---------- |
| 5 de septiembre de 2010 | Addis Abeba, Etiopía     | Etiopía    |  | 1:4 (1:2) |  | Guinea     |
| 5 de septiembre de 2010 | Calabar, Nigeria         | Nigeria    |  | 2:0 (2:0) |  | Madagascar |
| 10 de octubre de 2010   | Antananarivo, Madagascar | Madagascar |  | 0:1 (0:0) |  | Etiopía    |
| 10 de octubre de 2010   | Conakri, Guinea          | Guinea     |  | 1:0 (1:0) |  | Nigeria    |
| 27 de marzo de 2011     | Antananarivo, Madagascar | Madagascar |  | 1:1 (1:0) |  | Guinea     |
| 27 de marzo de 2011     | Abuya, Nigeria           | Nigeria    |  | 4:0 (1:0) |  | Etiopía    |
| 5 de junio de 2011      | Addis Abeba, Etiopía     | Etiopía    |  | 2:2 (1:1) |  | Nigeria    |
| 5 de junio de 2011      | Conakri, Guinea          | Guinea     |  | 4:1 (2:1) |  | Madagascar |
| 4 de septiembre de 2011 | Antananarivo, Madagascar | Madagascar |  | 0:2 (0:0) |  | Nigeria    |
| 4 de septiembre de 2011 | Conakri, Guinea          | Guinea     |  | 1:0 (1:0) |  | Etiopía    |
| 8 de octubre de 2011    | Addis Abeba, Etiopía     | Etiopía    |  | 4:2 (1:1) |  | Madagascar |
| 8 de octubre de 2011    | Abuya, Nigeria           | Nigeria    |  | 2:2 (0:0) |  | Guinea     |

### Grupo C
| Equipo     | Pts | PJ | PG | PE | PP | GF | GC | Dif. |
| ---------- | --- | -- | -- | -- | -- | -- | -- | ---- |
| Zambia     | 13  | 6  | 4  | 1  | 1  | 11 | 2  | 9    |
| Libia      | 12  | 6  | 3  | 3  | 0  | 6  | 1  | 5    |
| Mozambique | 7   | 6  | 2  | 1  | 3  | 4  | 6  | -2   |
| Comoras    | 1   | 6  | 0  | 1  | 5  | 2  | 14 | -12  |

| Fecha                   | Lugar                 |            |  | Resultado |  |            |
| ----------------------- | --------------------- | ---------- |  | --------- |  | ---------- |
| 5 de septiembre de 2010 | Maputo, Mozambique    | Mozambique |  | 0:0       |  | Libia      |
| 5 de septiembre de 2010 | Chililabombwe, Zambia | Zambia     |  | 4:0 (3:0) |  | Comoras    |
| 9 de octubre de 2010    | Moroni, Comoras       | Comoras    |  | 0:1 (0:0) |  | Mozambique |
| 10 de octubre de 2010   | Trípoli, Libia        | Libia      |  | 1:0 (1:0) |  | Zambia     |
| 27 de marzo de 2011     | Maputo, Mozambique    | Mozambique |  | 0:2 (0:1) |  | Zambia     |
| 28 de marzo de 2011     | Bamako, Malí          | Libia      |  | 3:0 (1:0) |  | Comoras    |
| 4 de junio de 2011      | Lusaka, Zambia        | Zambia     |  | 3:0 (0:0) |  | Mozambique |
| 5 de junio de 2011      | Moroni, Comoras       | Comoras    |  | 1:1 (0:1) |  | Libia      |
| 3 de septiembre de 2011 | El Cairo, Egipto      | Libia      |  | 1:0 (1:0) |  | Mozambique |
| 4 de septiembre de 2011 | Moroni, Comoras       | Comoras    |  | 1:2 (0:1) |  | Zambia     |
| 8 de octubre de 2011    | Lusaka, Zambia        | Zambia     |  | 0:0       |  | Libia      |
| 8 de octubre de 2011    | Maputo, Mozambique    | Mozambique |  | 3:0 (3:0) |  | Comoras    |

### Grupo D
| Equipo                   | Pts | PJ | PG | PE | PP | GF | GC | Dif. |
| ------------------------ | --- | -- | -- | -- | -- | -- | -- | ---- |
| Marruecos                | 11  | 6  | 3  | 2  | 1  | 8  | 2  | 6    |
| República Centroafricana | 8   | 6  | 2  | 2  | 2  | 5  | 5  | 0    |
| Argelia                  | 8   | 6  | 2  | 2  | 2  | 5  | 8  | -3   |
| Tanzania                 | 5   | 6  | 1  | 2  | 3  | 6  | 9  | -3   |

| Fecha                   | Lugar                            |                          |  | Resultado |  |                          |
| ----------------------- | -------------------------------- | ------------------------ |  | --------- |  | ------------------------ |
| 3 de septiembre de 2010 | Blida, Argelia                   | Argelia                  |  | 1:1 (1:1) |  | Tanzania                 |
| 4 de septiembre de 2010 | Rabat, Marruecos                 | Marruecos                |  | 0:0       |  | República Centroafricana |
| 9 de octubre de 2010    | Dar es Salaam, Tanzania          | Tanzania                 |  | 0:1 (0:1) |  | Marruecos                |
| 10 de octubre de 2010   | Bangui, República Centroafricana | República Centroafricana |  | 2:0 (0:0) |  | Argelia                  |
| 26 de marzo de 2011     | Dar es Salaam, Tanzania          | Tanzania                 |  | 2:1 (0:1) |  | República Centroafricana |
| 27 de marzo de 2011     | Argel, Argelia                   | Argelia                  |  | 1:0 (1:0) |  | Marruecos                |
| 4 de junio de 2011      | Rabat, Marruecos                 | Marruecos                |  | 4:0 (2:0) |  | Argelia                  |
| 5 de junio de 2011      | Bangui, República Centroafricana | República Centroafricana |  | 2:1 (1:0) |  | Tanzania                 |
| 3 de septiembre de 2011 | Dar es Salaam, Tanzania          | Tanzania                 |  | 1:1 (1:0) |  | Argelia                  |
| 4 de septiembre de 2011 | Bangui, República Centroafricana | República Centroafricana |  | 0:0       |  | Marruecos                |
| 9 de octubre de 2011    | Rabat, Marruecos                 | Marruecos                |  | 3:1 (1:1) |  | Tanzania                 |
| 9 de octubre de 2011    | Argel, Argelia                   | Argelia                  |  | 2:0 (2:0) |  | República Centroafricana |

### Grupo E
| Equipo   | Pts | PJ | PG | PE | PP | GF | GC | Dif |
| -------- | --- | -- | -- | -- | -- | -- | -- | --- |
| Senegal  | 16  | 6  | 5  | 1  | 0  | 16 | 2  | 14  |
| Camerún  | 11  | 6  | 3  | 2  | 1  | 12 | 5  | 7   |
| RD Congo | 7   | 6  | 2  | 1  | 3  | 10 | 11 | -1  |
| Mauricio | 0   | 6  | 0  | 0  | 6  | 2  | 22 | -20 |

| Fecha                   | Lugar                |          |  | Resultado |  |          |
| ----------------------- | -------------------- | -------- |  | --------- |  | -------- |
| 4 de septiembre de 2010 | Belle Vue, Mauricio  | Mauricio |  | 1:3 (1:1) |  | Camerún  |
| 5 de septiembre de 2010 | Lubumbashi, RD Congo | RD Congo |  | 2:4 (1:3) |  | Senegal  |
| 9 de octubre de 2010    | Garoua, Camerún      | Camerún  |  | 1:1 (0:1) |  | RD Congo |
| 9 de octubre de 2010    | Dakar, Senegal       | Senegal  |  | 7:0 (4:0) |  | Mauricio |
| 26 de marzo de 2011     | Dakar, Senegal       | Senegal  |  | 1:0 (0:0) |  | Camerún  |
| 27 de marzo de 2011     | Kinshasa, RD Congo   | RD Congo |  | 3:0 (1:0) |  | Mauricio |
| 4 de junio de 2011      | Yaundé, Camerún      | Camerún  |  | 0:0       |  | Senegal  |
| 5 de junio de 2011      | Curepipe, Mauricio   | Mauricio |  | 1:2 (1:2) |  | RD Congo |
| 3 de septiembre de 2011 | Yaundé, Camerún      | Camerún  |  | 5:0 (0:0) |  | Mauricio |
| 3 de septiembre de 2011 | Dakar, Senegal       | Senegal  |  | 2:0 (1:0) |  | RD Congo |
| 7 de octubre de 2011    | Kinshasa, RD Congo   | RD Congo |  | 2:3 (2:1) |  | Camerún  |
| 9 de octubre de 2011    | Curepipe, Mauricio   | Mauricio |  | 0:2 (0:2) |  | Senegal  |

### Grupo F
| Equipo       | Pts | PJ | PG | PE | PP | GF | GC | Dif. |
| ------------ | --- | -- | -- | -- | -- | -- | -- | ---- |
| Burkina Faso | 10  | 4  | 3  | 1  | 0  | 12 | 3  | 9    |
| Gambia       | 4   | 4  | 1  | 1  | 2  | 5  | 6  | -1   |
| Namibia      | 3   | 4  | 1  | 0  | 3  | 3  | 11 | -8   |
| Mauritania   |     |    |    |    |    |    |    |      |

| Fecha                   | Lugar                  |              |  | Resultado |  |              |
| ----------------------- | ---------------------- | ------------ |  | --------- |  | ------------ |
| 4 de septiembre de 2010 | Bakau, Gambia          | Gambia       |  | 3:1 (3:0) |  | Namibia      |
| 9 de octubre de 2010    | Uagadugú, Burkina Faso | Burkina Faso |  | 3:1 (1:1) |  | Gambia       |
| 26 de marzo de 2011     | Uagadugú, Burkina Faso | Burkina Faso |  | 4:0 (1:0) |  | Namibia      |
| 4 de junio de 2011      | Windhoek, Namibia      | Namibia      |  | 1:4 (0:1) |  | Burkina Faso |
| 3 de septiembre de 2011 | Windhoek, Namibia      | Namibia      |  | 1:0 (0:0) |  | Gambia       |
| 8 de octubre de 2011    | Bakau, Gambia          | Gambia       |  | 1:1 (0:0) |  | Burkina Faso |

### Grupo G
| Equipo       | Pts | PJ | PG | PE | PP | GF | GC | Dif |
| ------------ | --- | -- | -- | -- | -- | -- | -- | --- |
| Níger        | 9   | 6  | 3  | 0  | 3  | 6  | 8  | -2  |
| Sudáfrica    | 9   | 6  | 2  | 3  | 1  | 4  | 2  | 2   |
| Sierra Leona | 9   | 6  | 2  | 3  | 1  | 5  | 5  | 0   |
| Egipto       | 5   | 6  | 1  | 2  | 3  | 5  | 5  | 0   |

Al estar empatados Níger, Sierra Leona y Sudáfrica en el primer puesto con 9 puntos, se utilizó como desempate los puntos obtenidos entre los encuentros directos entre estas selecciones:
| Equipo       | Pts | PJ | PG | PE | PP | GF | GC | Dif |
| ------------ | --- | -- | -- | -- | -- | -- | -- | --- |
| Níger        | 6   | 4  | 2  | 0  | 2  | 5  | 5  | 0   |
| Sudáfrica    | 5   | 4  | 1  | 2  | 1  | 3  | 2  | 1   |
| Sierra Leona | 5   | 4  | 1  | 2  | 1  | 2  | 3  | -1  |

| Fecha                   | Lugar                     |              |  | Resultado |  |              |
| ----------------------- | ------------------------- | ------------ |  | --------- |  | ------------ |
| 4 de septiembre de 2010 | Nelspruit, Sudáfrica      | Sudáfrica    |  | 2:0 (2:0) |  | Níger        |
| 5 de septiembre de 2010 | El Cairo, Egipto          | Egipto       |  | 1:1 (0:0) |  | Sierra Leona |
| 10 de octubre de 2010   | Niamey, Níger             | Níger        |  | 1:0 (1:0) |  | Egipto       |
| 10 de octubre de 2010   | Freetown, Sierra Leona    | Sierra Leona |  | 0:0       |  | Sudáfrica    |
| 26 de marzo de 2011     | Johannesburgo, Sudáfrica  | Sudáfrica    |  | 1:0 (0:0) |  | Egipto       |
| 27 de marzo de 2011     | Niamey, Níger             | Níger        |  | 3:1 (0:1) |  | Sierra Leona |
| 4 de junio de 2011      | Freetown, Sierra Leona    | Sierra Leona |  | 1:0 (0:0) |  | Níger        |
| 5 de junio de 2011      | El Cairo, Egipto          | Egipto       |  | 0:0       |  | Sudáfrica    |
| 3 de septiembre de 2011 | Freetown, Sierra Leona    | Sierra Leona |  | 2:1 (1:1) |  | Egipto       |
| 4 de septiembre de 2011 | Niamey, Níger             | Níger        |  | 2:1 (1:0) |  | Sudáfrica    |
| 8 de octubre de 2011    | El Cairo, Egipto          | Egipto       |  | 3:0 (0:0) |  | Níger        |
| 8 de octubre de 2011    | Port Elizabeth, Sudáfrica | Sudáfrica    |  | 0:0       |  | Sierra Leona |

### Grupo H
| Equipo          | Pts | PJ | PG | PE | PP | GF | GC | Dif |
| --------------- | --- | -- | -- | -- | -- | -- | -- | --- |
| Costa de Marfil | 18  | 6  | 6  | 0  | 0  | 19 | 4  | 15  |
| Ruanda          | 6   | 6  | 2  | 0  | 4  | 5  | 15 | -10 |
| Burundi         | 5   | 6  | 1  | 2  | 3  | 7  | 9  | -2  |
| Benín           | 5   | 6  | 1  | 2  | 3  | 8  | 11 | -3  |

| Fecha                   | Lugar                   |                 |  | Resultado |  |                 |
| ----------------------- | ----------------------- | --------------- |  | --------- |  | --------------- |
| 4 de septiembre de 2010 | Abiyán, Costa de Marfil | Costa de Marfil |  | 3:0 (3:0) |  | Ruanda          |
| 5 de septiembre de 2010 | Cotonú, Benín           | Benín           |  | 1:1 (1:0) |  | Burundi         |
| 9 de octubre de 2010    | Buyumbura, Burundi      | Burundi         |  | 0:1 (0:1) |  | Costa de Marfil |
| 9 de octubre de 2010    | Kigali, Ruanda          | Ruanda          |  | 0:3 (0:0) |  | Benín           |
| 26 de marzo de 2011     | Kigali, Ruanda          | Ruanda          |  | 3:1 (1:1) |  | Burundi         |
| 27 de marzo de 2011     | Acra, Ghana             | Costa de Marfil |  | 2:1 (1:1) |  | Benín           |
| 5 de junio de 2011      | Buyumbura, Burundi      | Burundi         |  | 3:1 (1:0) |  | Ruanda          |
| 5 de junio de 2011      | Cotonú, Benín           | Benín           |  | 2:6 (0:3) |  | Costa de Marfil |
| 3 de septiembre de 2011 | Kigali, Ruanda          | Ruanda          |  | 0:5 (0:3) |  | Costa de Marfil |
| 4 de septiembre de 2011 | Buyumbura, Burundi      | Burundi         |  | 1:1 (0:0) |  | Benín           |
| 9 de octubre de 2011    | Cotonú, Benín           | Benín           |  | 0:1 (0:1) |  | Ruanda          |
| 9 de octubre de 2011    | Abiyán, Costa de Marfil | Costa de Marfil |  | 2:1 (0:0) |  | Burundi         |

### Grupo I
| Equipo      | Pts | PJ | PG | PE | PP | GF | GC | Dif |
| ----------- | --- | -- | -- | -- | -- | -- | -- | --- |
| Ghana       | 16  | 6  | 5  | 1  | 0  | 13 | 1  | 12  |
| Sudán       | 13  | 6  | 4  | 1  | 1  | 8  | 3  | 5   |
| Congo       | 4   | 6  | 1  | 1  | 4  | 4  | 10 | -6  |
| Suazilandia | 1   | 6  | 0  | 1  | 5  | 2  | 13 | -11 |

| Fecha                   | Lugar                |             |  | Resultado |  |             |
| ----------------------- | -------------------- | ----------- |  | --------- |  | ----------- |
| 4 de septiembre de 2010 | Jartum, Sudán        | Sudán       |  | 2:0 (1:0) |  | Congo       |
| 5 de septiembre de 2010 | Lobamba, Suazilandia | Suazilandia |  | 0:3 (0:1) |  | Ghana       |
| 10 de octubre de 2010   | Brazzaville, Congo   | Congo       |  | 3:1 (2:1) |  | Suazilandia |
| 10 de octubre de 2010   | Kumasi, Ghana        | Ghana       |  | 0:0       |  | Sudán       |
| 27 de marzo de 2011     | Brazzaville, Congo   | Congo       |  | 0:3 (0:2) |  | Ghana       |
| 27 de marzo de 2011     | Jartum, Sudán        | Sudán       |  | 3:0 (1:0) |  | Suazilandia |
| 3 de junio de 2011      | Acra, Ghana          | Ghana       |  | 3:1 (0:0) |  | Congo       |
| 5 de junio de 2011      | Lobamba, Suazilandia | Suazilandia |  | 1:2 (0:0) |  | Sudán       |
| 2 de septiembre de 2011 | Acra, Ghana          | Ghana       |  | 2:0 (1:0) |  | Suazilandia |
| 4 de septiembre de 2011 | Brazzaville, Congo   | Congo       |  | 0:1 (0:0) |  | Sudán       |
| 8 de octubre de 2011    | Lobamba, Suazilandia | Suazilandia |  | 0:0       |  | Congo       |
| 8 de octubre de 2011    | Jartum, Sudán        | Sudán       |  | 0:2 (0:2) |  | Ghana       |

### Grupo J
| Equipo       | Pts | PJ | PG | PE | PP | GF | GC | Dif |
| ------------ | --- | -- | -- | -- | -- | -- | -- | --- |
| Angola       | 12  | 6  | 4  | 0  | 2  | 7  | 5  | 2   |
| Uganda       | 11  | 6  | 3  | 2  | 1  | 6  | 2  | 4   |
| Kenia        | 8   | 6  | 2  | 2  | 2  | 4  | 4  | 0   |
| Guinea-Bisáu | 3   | 6  | 1  | 0  | 5  | 2  | 8  | -6  |

| Fecha                   | Lugar                 |               |  | Resultado |  |               |
| ----------------------- | --------------------- | ------------- |  | --------- |  | ------------- |
| 4 de septiembre de 2010 | Kampala, Uganda       | Uganda        |  | 3:0 (1:0) |  | Angola        |
| 4 de septiembre de 2010 | Bissau, Guinea-Bissau | Guinea-Bissau |  | 1:0 (0:0) |  | Kenia         |
| 9 de octubre de 2010    | Nairobi, Kenia        | Kenia         |  | 0:0       |  | Uganda        |
| 9 de octubre de 2010    | Luanda, Angola        | Angola        |  | 1:0 (1:0) |  | Guinea-Bissau |
| 26 de marzo de 2011     | Nairobi, Kenia        | Kenia         |  | 2:1 (0:1) |  | Angola        |
| 26 de marzo de 2011     | Bissau, Guinea-Bissau | Guinea-Bissau |  | 0:1 (0:1) |  | Uganda        |
| 4 de junio de 2011      | Kampala, Uganda       | Uganda        |  | 2:0 (1:0) |  | Guinea-Bissau |
| 5 de junio de 2011      | Luanda, Angola        | Angola        |  | 1:0 (0:0) |  | Kenia         |
| 3 de septiembre de 2011 | Nairobi, Kenia        | Kenia         |  | 2:1 (0:0) |  | Guinea-Bissau |
| 4 de septiembre de 2011 | Luanda, Angola        | Angola        |  | 2:0 (0:0) |  | Uganda        |
| 8 de octubre de 2011    | Kampala, Uganda       | Uganda        |  | 0:0       |  | Kenia         |
| 8 de octubre de 2011    | Bissau, Guinea-Bissau | Guinea-Bissau |  | 0:2 (0:1) |  | Angola        |

### Grupo K
| Equipo   | Pts | PJ | PG | PE | PP | GF | GC | Dif |
| -------- | --- | -- | -- | -- | -- | -- | -- | --- |
| Botsuana | 17  | 8  | 5  | 2  | 1  | 7  | 3  | 4   |
| Túnez    | 14  | 8  | 4  | 2  | 2  | 14 | 6  | 8   |
| Malaui   | 12  | 8  | 2  | 6  | 0  | 13 | 8  | 5   |
| Togo     | 6   | 8  | 1  | 3  | 4  | 6  | 10 | -4  |
| Chad     | 3   | 8  | 0  | 3  | 5  | 7  | 20 | -13 |

| Fecha                   | Lugar              |          |  | Resultado |  |          |
| ----------------------- | ------------------ | -------- |  | --------- |  | -------- |
| 1 de julio de 2010      | Yamena, Chad       | Chad     |  | 2:2 (2:1) |  | Togo     |
| 1 de julio de 2010      | Túnez, Túnez       | Túnez    |  | 0:1 (0:1) |  | Botsuana |
| 9 de julio de 2010      | Lomé, Togo         | Togo     |  | 1:1 (0:1) |  | Malaui   |
| 9 de julio de 2010      | Gaborone, Botsuana | Botsuana |  | 1:0 (1:0) |  | Chad     |
| 11 de agosto de 2010    | Yamena, Chad       | Chad     |  | 1:3 (0:2) |  | Túnez    |
| 11 de agosto de 2010    | Blantyre, Malaui   | Malaui   |  | 1:1 (0:0) |  | Botsuana |
| 4 de septiembre de 2010 | Gaborone, Botsuana | Botsuana |  | 2:1 (1:0) |  | Togo     |
| 4 de septiembre de 2010 | Rades, Túnez       | Túnez    |  | 2:2 (2:1) |  | Malaui   |
| 9 de octubre de 2010    | Blantyre, Malaui   | Malaui   |  | 6:2 (2:1) |  | Chad     |
| 10 de octubre de 2010   | Lomé, Togo         | Togo     |  | 1:2 (1:1) |  | Túnez    |
| 17 de noviembre de 2010 | Gaborone, Botsuana | Botsuana |  | 1:0 (1:0) |  | Túnez    |
| 17 de noviembre de 2010 | Lomé, Togo         | Togo     |  | 0:0       |  | Chad     |
| 26 de marzo de 2011     | Blantyre, Malaui   | Malaui   |  | 1:0 (1:0) |  | Togo     |
| 26 de marzo de 2011     | Yamena, Chad       | Chad     |  | 0:1 (0:0) |  | Botsuana |
| 5 de junio de 2011      | Gaborone, Botsuana | Botsuana |  | 0:0       |  | Malaui   |
| 5 de junio de 2011      | Susa, Túnez        | Túnez    |  | 5:0 (3:0) |  | Chad     |
| 3 de septiembre de 2011 | Blantyre, Malaui   | Malaui   |  | 0:0       |  | Túnez    |
| 4 de septiembre de 2011 | Lomé, Togo         | Togo     |  | 1:0 (1:0) |  | Botsuana |
| 8 de octubre de 2011    | Yamena, Chad       | Chad     |  | 2:2 (0:1) |  | Malaui   |
| 8 de octubre de 2011    | Rades, Túnez       | Túnez    |  | 2:0 (1:0) |  | Togo     |

### Mejores segundos
Debido a que el grupo F se quedó con solamente tres participantes ante la retirada de Mauritania, en los grupos de cuatro equipos se excluyen los partidos jugados contra el último puesto del mismo. Clasificarán solo los dos primeros. Sólo el grupo K está excluido en el sorteo de los mejores segundos por tener 5 países y por eso clasifican los 2 primeros directamente.
| Equipo                   | Pts | Grupo | PJ | PG | PE | PP | GF | GC | Dif. |
| ------------------------ | --- | ----- | -- | -- | -- | -- | -- | -- | ---- |
| Libia                    | 8   | C     | 4  | 2  | 2  | 0  | 2  | 0  | 2    |
| Sudán                    | 7   | I     | 4  | 2  | 1  | 1  | 3  | 2  | 1    |
| Cabo Verde               | 7   | A     | 4  | 2  | 1  | 1  | 3  | 4  | -1   |
| Nigeria                  | 5   | B     | 4  | 1  | 2  | 1  | 8  | 5  | 3    |
| Sudáfrica                | 5   | G     | 4  | 1  | 2  | 1  | 3  | 2  | 1    |
| Uganda                   | 5   | J     | 4  | 1  | 2  | 1  | 3  | 2  | 1    |
| Camerún                  | 5   | E     | 4  | 1  | 2  | 1  | 4  | 4  | 0    |
| República Centroafricana | 5   | D     | 4  | 1  | 2  | 1  | 2  | 2  | 0    |
| Gambia                   | 4   | F     | 4  | 1  | 1  | 2  | 5  | 6  | -1   |
| Ruanda                   | 3   | H     | 4  | 1  | 0  | 3  | 4  | 12 | -8   |

## Clasificados

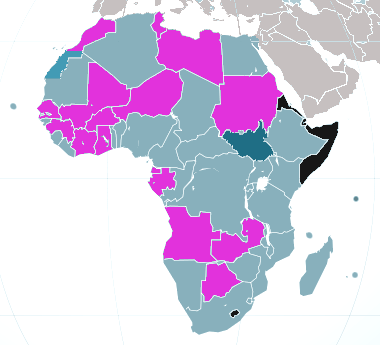
Clasificado
No clasificado
No participó
No es miembro de la CAF

|        |          |              |                 |       |       |        |                   |
| Angola | Botsuana | Burkina Faso | Costa de Marfil | Gabón | Ghana | Guinea | Guinea Ecuatorial |

|       |      |           |       |         |       |       |        |
| Libia | Malí | Marruecos | Níger | Senegal | Sudán | Túnez | Zambia |

## Goleadores
Hubo 327 goles marcados en 130 partidos con una media de 2.52 goles por partido.
6 goles
| - Issam Jemâa |

5 goles
| - Jerome Ramatlhakwane | - Mamadou Niang |  |

4 goles
| - Manucho - Alain Traoré - Samuel Eto'o | - Didier Drogba - Cheick Diabaté - Papiss Cissé | - Moussa Sow - Knowledge Musona |

3 goles
| - Stéphane Sessègnon - Eric Maxim Choupo-Moting - Yves Diba Ilunga - Mulota Kabangu - Wilfried Bony | - Gervinho - Marwan Mohsen - Prince Tagoe - Essau Kanyenda | - Chiukepo Msowoya - Ikechukwu Uche - Christopher Katongo - Emmanuel Mayuka |

2 goles
| - Hassan Yebda - Séïdath Tchomogo - Didier Kayumbagu - Faty Papy - Moumouni Dagano - Matthew Mbuta - Héldon - Charlie Dopékoulouyen - Hilaire Momi - Marius Mbaiam - Ezechiel Ndouassel - Francky Sembolo - Salomon Kalou - Didier Konan Ya - Yaya Touré | - Fikru-Teferra Lemessa - Oumed Oukri - Saladin Said - Momodou Ceesay - Emmanuel Agyemang-Badu - Asamoah Gyan - Bobo Baldé - Ismaël Bangoura - Oumar Kalabane - Patrick Wleh - Robert Ng'ambi - Jonathan Bru - Mahamane Traoré - Marouane Chamakh - Tangeni Shipahu | - Moussa Maâzou - Victor Obinna - Peter Utaka - Joseph Yobo - Mohamed Bangura - Katlego Mphela - Mohamed Bashir - Muhamed Tahir - Shaban Nditi - Mbwana Samata - Backer Aloenouvo - Sapol Mani - Fahid Ben Khalfallah - David Obua - James Chamanga |

1 gol
| - Hamer Bouazza - Adlène Guedioura - Foued Kadir - Flávio - Sebastião Gilberto - Mateus - Guy Akpagba - Razak Omotoyossi - Mickaël Poté - Joel Mogorosi - Phenyo Mongala - Wilfried Balima - Aristide Bancé - Charles Kaboré - Jonathan Pitroipa - Abdou Razack Traoré - Dugary Ndabashinze - Selemani Ndikumana - Saidi Ntibazonkiza - Léonard Kweuke - Landry N'Guémo - Elvis Macedo Babanco - Odaïr Fortes - Ryan Mendes da Graça - Valdo - Fernando Varela - Vianney Mabidé - Karl Max Barthelemy - Leger Djime - Mahamat Labbo - Yousouf Mchangama - Abdoulaide Mzé Mbaba - Barel Mouko - Fabrice N'Guessi - Loris Nkolo - Dioko Kaluyituka - Déo Kanda - Lomana LuaLua - Zola Matumona - Emmanuel Eboué - Romaric - Kolo Touré - Mahmoud Fathalla - Mohamed Salah - Shimelis Bekele - Adane Girma - Mamadou Danso - Ousman Jallow - Omar Jawo - Sanna Nyassi | - Dominic Adiyiah - André Ayew - John Mensah - Sulley Muntari - Hans Sarpei - Isaac Vorsah - Mamadou Bah - Karamoko Cissé - Kévin Constant - Sadio Diallo - Ibrahima Traoré - Ibrahim Yattara - Kamil Zayatte - Basile de Carvalho - Dionísio - Mike Baraza - McDonald Mariga - Jamal Mohammed - Dennis Oliech - Francis Doe - Alsény Këïta - Sekou Oliseh - Theo Lewis Weeks - Dioh Williams - Ahmed Abdelkader - Rabee Allafi - Djamal Bindi - Ihaab Boussefi - Walid Elkhatroushi - Ahmed Sa'ad - Faed Arsène - Lalaina Nomenjanahary - Yvan Rajoarimanana - Jean José Razafimandimby - Davi Banda - Moses Chavula - Hellings Mwakasungula - Harry Nyirenda - Jimmy Zakazaka - Cédric Kanté - Abdou Traoré - Oussama Assaidi - Mehdi Benatia - Mbark Boussoufa - Mounir El Hamdaoui - Youssouf Hadji - Adel Taarabt - Dário | - Domingues - Josemar - Maninho - Wilko Risser - Kamilou Daouda - Alhassane Issoufou - Dankwa Koffi - Issa Modibo Sidibé - Michael Eneramo - Obafemi Martins - Kalu Uche - Labama Bokota - Eric Gasana - Jean-Claude Iranzi - Mere Kagere - Elias Uzamukunda - Demba Ba - Dame N'Doye - Moustapha Bangura - Teteh Bangura - Sheriff Suma - Andile Jali - Bernard Parker - Bakri Almadina - Mudathir El Tahir - Galag - Ala'a Eldin Yousif - Darren Christie - Manqoba Kunene - Abdi Kassim - Jerson Tegete - Kondo Arimiyao - Serge Gakpé - Aymen Abdennour - Amine Chermiti - Oussama Darragi - Walid Hichri - Saber Khelifa - Khaled Korbi - Geofrey Massa - Andrew Mwesigwa - Geoffrey Sserunkuma - Godfrey Walusimbi - Rainford Kalaba - Collins Mbesuma - Fwayo Tembo - Khama Billiat - Ovidy Karuru - Willard Katsande |

1 autogol
| - Miala Nkulukutu (contra Camerún) - Ben Teekloh (contra Malí) | - Joye Estazie (contra Senegal) | - Richard Gariseb (contra Burkina Faso) |